# 다마토리번
다마토리 번(일본어: 玉取藩 다마토리한[*])은 일본 에도 시대 전기 히타치국 니이하리 군(新治郡) 다마토리(현 이바라키현 쓰쿠바시 타마토리)에 있던 번이다. 번청은 다마토리 진야이다.

## 번의 역사
오다 노부나가를 섬겼던 호리 히데마사의 동생 호리 도시시게는 세키가하라 전투 당시 도쿠가와 가문(徳川氏)의 인질로 차출되어 있었다. 그러나 도쿠가와 가문의 가신으로 부름을 받아 8천 석의 영지를 받고, 세키가하라 전투에서도 전공을 거두었다. 게이초 19년(1614년) 오쿠보 나가야스 사건(大久保長安事件)의 여파로 오쿠보 다다치카가 실각하면서, 도시시게는 다다치카의 인척이었던 관계로 오쿠다이라 이에마사에게 신병이 맡겨져 시모쓰케국 우쓰노미야 번 내에 칩거하게 되었다. 그러나 오사카 전투에서 거둔 전공으로 사면되어, 새로 히타치국 니이하리 군(新治郡) 내의 1만 석 영지를 받고 다마토리 번을 세웠던 것이다.
도시시게는 그 후 쇼인반가시라(書院番頭)・오반가시라(大番頭)・지샤부교 등의 여러 요직을 역임하였다. 이 기간 동안 4천 석의 영지를 추가로 받았다. 간에이 15년(1638년) 도시시게가 사망한 후에는 장남 호리 도시나가가 가독을 이었다. 이때 동생 호리 도시나오(堀利直)에게 2천 석을 분할해 주었다. 그러나 도시나가에는 친아들이 없었기 때문에, 호리 미치치카를 양자로 맞아들여 만지 원년(1658년) 윤 12월에 가독을 잇게 하였다. 그러나 미치치카는 엔포 7년(1679년) 12월 11일에 발광하여 가신을 살해하였다. 결국, 막부의 명령으로 영지가 몰수되었고, 이에 따라 다마토리 번은 폐지되었던 것이다. 이후 다마토리 번 호리 가문은 미치치카의 친동생으로 그의 양자였던 호리 도시오(堀利雄)가 3천 석의 고타이요리아이(交代寄合)가 되면서 가문의 존속을 허락받았다.

## 역대 번주
1. 호리 도시시게(堀利重) 재위 1622년 ~ 1638년
2. 호리 도시나가(堀利長) 재위 1638년 ~ 1658년
3. 호리 미치치카(堀通周) 재위 1658년 ~ 1679년